# 10 Higeja
10 Higeja (mednarodno ime 10 Hygiea, starogrško starogrško ‘Υγιεία: Higieía) je četrto največje telo v asteroidnem pasu.

## Odkritje in imenovanje
Asteroid je odkril 12. aprila 1849 Annibale de Gasparis v Neaplju (Italija). Ime je dobil po Higiei, ki je bila boginja zdravja v grški mitologiji in hčerka Asklepija. Predstojnik Observatorija v Neaplju je dal ime asteroidu Boubonska Higeja. V letu 1852 je John Russell Hind predlagal, da se imenuje samo Higeja.

## Značilnosti
Asteroid Higeja je največji med asteroidi tipa C. Ta vrsta astreroidov ima temno površino, največ jih je pa v zunanjem delu asteroidnega pasu, ki leži dalje od Kirkwoodove vrzeli pri 2,82 a.e. V tem področju je največje telo. V večini opozicij ima navidezni sij približno +10,2 V prisončni opoziciji pa doseže tudi +9,1.
Površina je sestavljena iz enostavnih ogljikovih spojin, ki so podobne kot je snov v hondritnih meteoritih. Asteroid Higeja je tudi glavni član asteroidne družine Higeja, saj vsebuje do 90 % mase cele družine. Za razliko od nekaterih drugih asteroidov (npr. 4 Vesta) ne kaže, da je v svojem življenju doživel taljenje. Njegova oblika je podolgovata. Gostoto ima zelo nizko tako, da ga lahko primerjamo z lunami Jupitra ali Saturna.

## Tirnica
Tirnica asteroida Higeja je bliže ravnini ekliptike kot so tirnice Cerere, Palasa in Interamnije. Je pa bolj podolgovata kot tirnice Cerere in Veste, ker ima izsrednost približno 12 %. V odsončju doseže zunanji rob asteroidnega pasu v prisončju družine Hilda, ki je v orbitalni resonanci 3: 2 z Jupitrom. Asteroid Higeja se vrti okrog svoje osi zelo počasi, saj potrebuje za en obrat 27 ur in 37 minut. Veliki asteroidi potrebujejo za en obrat okrog svoje osi od 6 do 12 ur. Smer osi vrtenja še ni znana.

## Naravni sateliti
S pomočjo vesoljskega teleskopa Hubble so iskali možne naravne satelite. Raziskave so pokazale, da Higeja nima lun, ki bi bile večje od 16 km v premeru.